# Nguyễn Đình Triệu
Nguyễn Đình Triệu (sinh ngày 4 tháng 11 năm 1991) là một cầu thủ bóng đá chuyên nghiệp người Việt Nam hiện đang thi đấu ở vị trí thủ môn cho câu lạc bộ V.League 1 Hải Phòng và đội tuyển bóng đá quốc gia Việt Nam.

## Tiểu sử
Đình Triệu sinh ra trong gia đình có hoàn cảnh khó khăn, bố mất từ khi anh 8 tuổi. Học hết lớp 11, vì đam mê bóng đá, anh quyết định thôi học để thi tuyển vào đội trẻ CLB Hà Nội T&T và hai năm sau được gọi vào đội tuyển U-19 Việt Nam chuẩn bị cho Vòng chung kết Giải vô địch bóng đá U-19 châu Á 2010. Nhưng năm 2014, Đình Triệu quyết định dừng lại bởi anh không thể tìm được cơ hội chơi bóng chuyên nghiệp, điều kiện gia đình lại khó khăn. Anh tìm vào Vũng Tàu, vừa làm bảo vệ ở một công ty dầu khí, vừa học văn hoá nhưng vẫn đau đáu với giấc mơ bóng đá dang dở. Những ngày nghỉ, Đình Triệu tham gia các giải đá phủi, vừa có thêm thu nhập, vừa được thỏa đam mê với trái bóng. Nguyễn Đình Triệu từng chia sẻ: "Thời điểm chia tay bóng đá chuyên nghiệp tôi nhớ lắm, nhưng vì hoàn cảnh nên phải chấp nhận. Nhiều lúc nhìn bạn bè vẫn thi đấu, tôi cũng mong mình được như họ, nhưng thật sự tôi chẳng dám nghĩ mình sẽ có cơ hội quay lại".
Sau khi lấy bằng tốt nghiệp THPT, anh thi đỗ Trường Đại học Giao thông vận tải Thành phố Hồ Chí Minh.

## Sự nghiệp câu lạc bộ

### Bình Phước
Năm 2019, sau những lời tâm sự, động viên của cựu tuyển thủ Nguyễn Minh Phương, Đình Triệu trở lại thi đấu chuyên nghiệp, khoác áo CLB Bình Phước ở Giải Hạng nhất quốc gia.

### Hải Phòng
Đình Triệu cập bến CLB Hải Phòng vào năm 2022, góp công mang về danh hiệu á quân V-League ở mùa giải này.

## Sự nghiệp quốc tế
Năm 2023, anh lần đầu được triệu tập lên đội tuyển quốc gia khi đã 31 tuổi.
Tại Giải vô địch bóng đá ASEAN 2024, anh là thủ môn số một của đội, giành giải thủ môn xuất sắc nhất.

## Đời tư
Anh kết hôn với Phan Diễm Tường Linh và họ có một cô con gái.

## Danh hiệu
Việt Nam
- Giải vô địch bóng đá ASEAN: 2024

Cá nhân
- Thủ môn xuất sắc nhất ASEAN Cup: 2024[2]
- Huân chương Lao động hạng ba: 2025[3]